# Gymnoamblyopus
Gymnoamblyopus is een monotypisch geslacht van straalvinnige vissen uit de familie van de grondels (Gobiidae).

## Soort
- Gymnoamblyopus novaeguineae Murdy & Ferraris, 2003